# Vicente Suárez de Deza
Vicente Suárez de Deza y Ávila fue un dramaturgo español del Siglo de Oro.

## Trayectoria
Miembro de una familia de origen portugués, fue ujier de saleta de la reina Mariana de Austria y de las infantas María Teresa y Margarita, y más tarde del malogrado príncipe Felipe Próspero, fallecido en 1661, y del futuro Carlos II. Luego, al menos desde 1661, fue además fiscal de comedias. Descendía del prelado del siglo XII Pedro Suárez de Deza. 
Fue poeta festivo y servidor de la corte de Felipe IV, y compuso piezas breves sobre todo para el cortesano ámbito palaciego: trece entremeses, dieciséis bailes y doce mojigangas. También estuvo en academias y en la intelectual Cofradía de Esclavos del Santísimo Sacramento. En 1657 se casó con Ana de Figueroa, de la que tuvo al menos dos hijos. Sus menguados ingresos le hicieron solicitar (en noviembre de 1666) y obtener (en febrero de 1667) licencia para embarcarse a América con su familia. Pero en 1678 consta que ya estaba de vuelta en Madrid. Debió fallecer poco después.
Aparte de cuarenta y dos piezas de teatro menor, de las que treinta se representaron en el ámbito cortesano, también compuso dos comedias burlescas representadas igualmente en Palacio, Los amantes de Teruel y Amor, ingenio y mujer. Sus obras se imprimieron en la Parte primera de los donayres de Tersicore Madrid: Melchor Sánchez, a costa de Mateo de la Bastida, 1663; el libro lleva poemas encomiásticos de Juan Bautista Diamante y Juan Vélez de Guevara, entre otros.
En su obra dramática no destaca la descripción de caracteres de sus personajes, que son algo burdos y con pocos matices, pero se alaban sus bailes y mojigangas.

## Entremeses
- El mal casado
- La casa de los genios y danza general
- Entremés del para todos
- La burla miserable
- Los gorroncillos
- La burla de la inocencia
- Alcalde hablando al rey
- El poeta y los matachines
- La tabaquería y las paces